# Арнутовці
Арнутовце (словац. Arnutovce) — село в окрузі Спішска Нова Вес Кошицького краю Словаччини. Площа села 867 км². Станом на 31 грудня 2024 року в селі проживало 867 жителі.

## Історія
Перші згадки про Арнутовце датуються 1317 роком.

## Населення
| Рік:            | 1994. | 2004.    | 2014.    | 2024.    |
| --------------- | ----- | -------- | -------- | -------- |
| Кількість осіб: | 456   | 595      | 751      | 867      |
| Різниця:        |       | +30,48 % | +26,21 % | +15,44 % |

| Рік:            | 2023. | 2024.   |
| --------------- | ----- | ------- |
| Кількість осіб: | 859   | 867     |
| Різниця:        |       | +0,93 % |